# Ngọc Côn
Ngọc Côn là một xã thuộc huyện Trùng Khánh, tỉnh Cao Bằng, Việt Nam.

## Địa lý
Ngọc Côn là xã cực bắc của huyện Trùng Khánh, có vị trí địa lý:
- Phía đông giáp xã Ngọc Khê
- Phía tây giáp xã Phong Nặm
- Phía nam giáp xã Ngọc Khê và xã Phong Nặm
- Phía bắc giáp Trung Quốc.

Xã Ngọc Côn có diện tích 23,68 km², dân số năm 2019 là 2.649 người, mật độ dân số đạt 112 người/km².
Xã có tỉnh lộ 213 chạy qua và nối đến cửa khẩu Pò Peo trên biên giới với Trung Quốc. Trên địa bàn xã có núi Lũng An, núi Lũng Khuốt, núi Lũng Qua, núi Lũng Thoang, núi Pò Dao, núi Tôm Đeng. Đây là nơi sông Quây Sơn chảy vào lãnh thổ Việt Nam.

## Lịch sử
Xã Ngọc Côn được thành lập vào ngày 13 tháng 12 năm 2007 trên cơ sở điều chỉnh 2.367,63 ha diện tích tự nhiên và 2.226 người của xã Ngọc Khê.
Đến năm 2019, xã Ngọc Côn được chia thành 11 xóm: Pác Ngà, Keo Giáo, Khưa Hoi, Nà Giáo, Phia Mạ, Phia Muông, Phia Siểm, Pò Peo, Đông Xi, Tậư Bản, Bản Miài.
Ngày 9 tháng 9 năm 2019, Hội đồng Nhân dân tỉnh Cao Bằng ban hành Nghị quyết số 27/NQ-HĐND về việc:
- Sáp nhập hai xóm Keo Giáo và Phia Siểm thành xóm Keo Giáo - Phia Siểm
- Sáp nhập hai xóm Pò Peo và Phia Muông thành xóm Pò Peo - Phia Muông.

## Hành chính
Xã Ngọc Côn được chia thành 9 xóm: Bản Mài, Đông Xi, Keo Giáo - Phia Siểm, Khưa Hoi, Nà Giáo, Pác Ngà, Phia Mạ, Pò Peo - Phia Muông, Tậư Bản.